# Romeo Romei (S 529)
Il Romeo Romei è un sottomarino, destinato alla Marina Militare italiana, varato il 4 luglio 2015 presso gli stabilimenti Fincantieri del Muggiano (La Spezia).
Si tratta della quarta unità della classe U-212 (classe Todaro per la Marina italiana) dopo i sommergibili Todaro, Scirè e Pietro Venuti . In particolare, il Romeo Romei è la seconda unità della seconda serie.

## Storia
La seconda serie della classe di sottomarini Todaro è costituita da due unità: Pietro Venuti (S 528) e Romeo Romei (S 529). La prima unità (Pietro Venuti) è entrata in servizio il 6 luglio 2016, mentre la seconda (Romeo Romei) è entrata in servizio l'11 maggio 2017.
Le differenze rispetto alla prima serie riguardano principalmente il sistema di combattimento e di comunicazione. In particolare, i battelli della seconda serie hanno capacità di collegamento satellitare ad alta velocità, sono dotati di un albero optronico (periscopio) ed hanno un nuovo sistema d'arma, basato sul nuovo siluro Black Shark Advanced della WASS. Inoltre è aumentata l'autonomia, incrementando la capacità di combustibile.
Il 4 luglio 2015 è avvenuto il varo nel Cantiere navale del Muggiano (Fincantieri).
Il battello è entrato in servizio il 11 maggio 2017.
Nel marzo 2018 insieme ad altre unità della Marina ed Aeronautica Militare (fregata missilistica "Carabiniere", elicotteri appartenenti al 3º Gruppo Elicotteri della Marina di base nella Stazione Elicotteri di Catania, base aerea di Sigonella dell'Aeronautica Militare col 41º Stormo) ha partecipato alla esercitazione antisommergibili NATO Dynamic Manta 2018.

## Nome
L'unità prende il nome dal capitano di corvetta Romeo Romei, comandante di sommergibili, medaglia d'oro al valor militare alla memoria, già in comando del sommergibile Pier Capponi con il quale si distinse in diverse missioni di guerra, che gli valsero la fama di "corsaro degli abissi" e morto il 31 marzo 1941 a bordo dell'unità che comandava. Salpata da Messina e diretta nel Mediterraneo centrale, fu silurata dal sommergibile inglese HMS Rorqual ed affondò a circa 17 miglia a sud di Stromboli. Non ci furono superstiti fra l'equipaggio.